# Synagoge (Oberwaltersdorf)

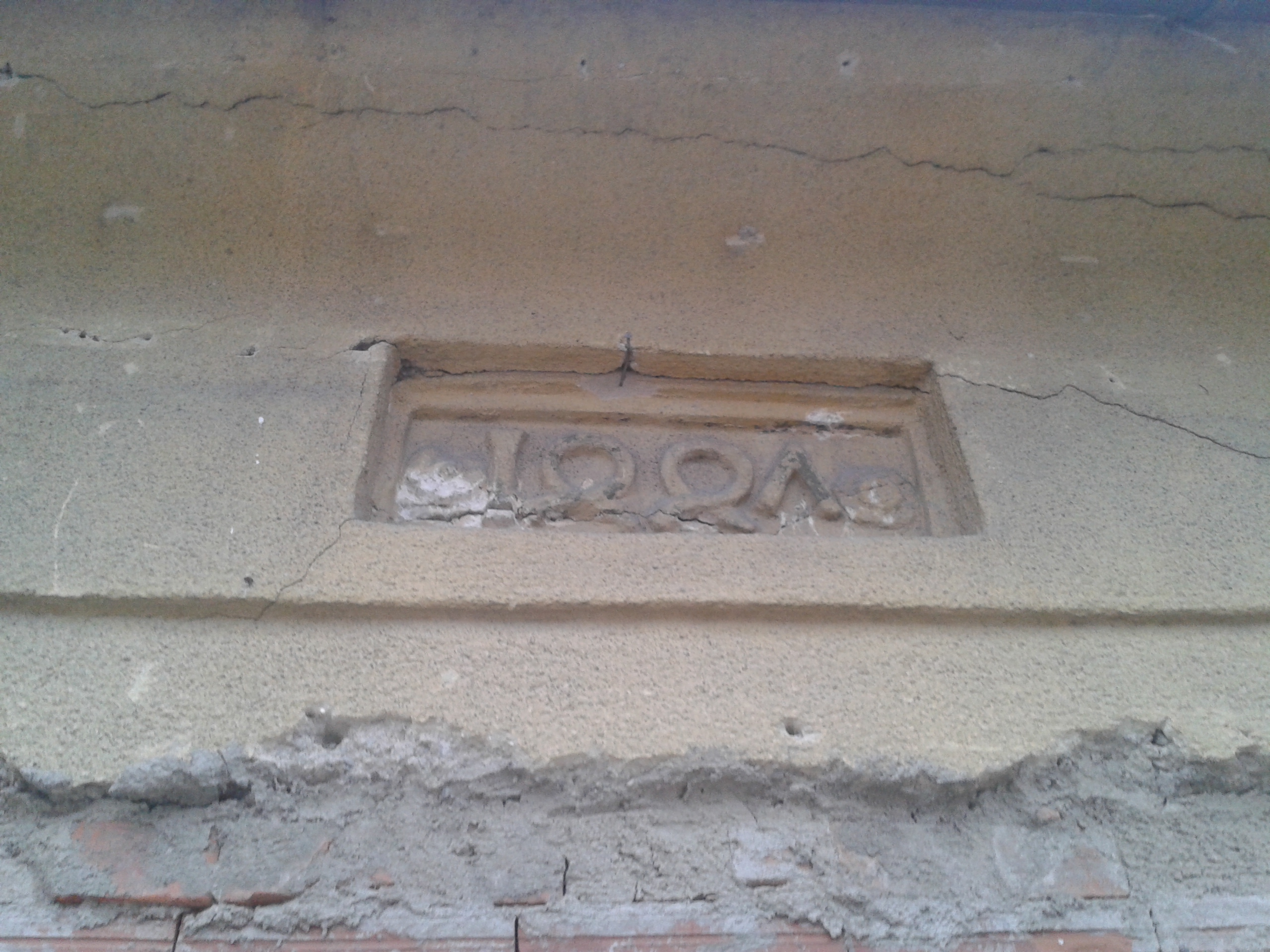
Stein mit gotischer Jahreszahl 1447 an der Nordwestfassade

Die Synagoge in Oberwaltersdorf, einer Marktgemeinde im Bezirk Baden in Niederösterreich, wurde vermutlich im 16. oder 17. Jahrhundert errichtet.
Die profanierte Synagoge an der Badener Straße 13, die heute als Wohnhaus genutzt wird, ist seit 2006 ein geschütztes Baudenkmal.